# Ергюн Пенбе
Ергюн Пенбе (тур. Ergün Penbe, нар. 17 травня 1972, Зонгулдак) — турецький футболіст, що грав на позиції півзахисника. По завершенні ігрової кар'єри — тренер.
Виступав, зокрема, за клуб «Галатасарай», а також національну збірну Туреччини.
Шестиразовий чемпіон Туреччини. Чотириразовий володар Кубка Туреччини. Володар Кубка УЄФА. Володар Суперкубка УЄФА.

## Клубна кар'єра
У дорослому футболі дебютував 1990 року виступами за команду клубу «Кілімлі», в якій провів два сезони, взявши участь у 51 матчі чемпіонату. 
Протягом 1992—1994 років захищав кольори команди клубу «Генчлербірлігі».
Своєю грою за останню команду привернув увагу представників тренерського штабу клубу «Галатасарай», до складу якого приєднався 1994 року. Відіграв за стамбульську команду наступні тринадцять сезонів своєї ігрової кар'єри. Більшість часу, проведеного у складі «Галатасарая», був основним гравцем команди. За цей час виборов титул володаря Кубка Туреччини, ставав володарем Кубка УЄФА.
Завершив професійну ігрову кар'єру у клубі «Ґазіантепспор», за команду якого виступав протягом 2007—2008 років.

## Виступи за збірну
У 1994 році дебютував в офіційних матчах у складі національної збірної Туреччини. Протягом кар'єри у національній команді, яка тривала 13 років, провів у формі головної команди країни 49 матчів.
У складі збірної був учасником чемпіонату Європи 2000 року у Бельгії та Нідерландах, чемпіонату світу 2002 року в Японії і Південній Кореї, на якому команда здобула бронзові нагороди, розіграшу Кубка конфедерацій 2003 року у Франції.

## Кар'єра тренера
Розпочав тренерську кар'єру відразу ж по завершенні кар'єри гравця, 2008 року, увійшовши до тренерського штабу клубу «Хаджеттепе».
В подальшому очолював команди клубів «Хаджеттепе», «Мерсін Ідманюрду» та «Карталспор».
Наразі останнім місцем тренерської роботи був клуб «Кайсері Ерджієсспор», головним тренером команди якого Ергюн Пенбе був у 2011 році.

## Статистика виступів

### Статистика виступів за збірну
| Дата       | Місто                    | Господарі            | Результат | Гості              | Турнір                      | Голи | Примітки |
| ---------- | ------------------------ | -------------------- | --------- | ------------------ | --------------------------- | ---- | -------- |
| 20/04/1994 | Бурса (місто)            | Туреччина            | 0 – 1     | Росія              | товариський матч            | -    |          |
| 20/08/1997 | Стамбул                  | Туреччина            | 6 – 4     | Уельс              | Відбір до ЧС 1998           | -    |          |
| 10/09/1997 | Серравалле               | Сан-Марино           | 0 – 5     | Туреччина          | Відбір до ЧС 1998           | -    |          |
| 09/10/1999 | Мюнхен                   | Німеччина            | 0 – 0     | Туреччина          | Відбір до ЧЄ 2000           | -    |          |
| 11/06/2000 | Арнем                    | Туреччина            | 1 – 2     | Італія             | ЧЄ 2000 - 1-й етап          | -    |          |
| 19/06/2000 | Брюссель                 | Туреччина            | 2 – 0     | Бельгія            | ЧЄ 2000 - 1-й етап          | -    |          |
| 24/06/2000 | Амстердам                | Туреччина            | 0 – 2     | Португалія         | ЧЄ 2000 - чвертьфінал       | -    |          |
| 16/08/2000 | Сараєво                  | Боснія і Герцеговина | 2 – 0     | Туреччина          | товариський матч            | -    |          |
| 07/10/2000 | Гетеборг                 | Швеція               | 1 – 1     | Туреччина          | Відбір до ЧС 2002           | -    |          |
| 11/10/2000 | Баку                     | Азербайджан          | 0 – 1     | Туреччина          | Відбір до ЧС 2002           | -    |          |
| 15/11/2000 | Стамбул                  | Туреччина            | 0 – 4     | Франція            | товариський матч            | -    |          |
| 24/03/2001 | Стамбул                  | Туреччина            | 1 – 1     | Словаччина         | Відбір до ЧС 2002           | -    |          |
| 28/03/2001 | Скоп'є                   | Північна Македонія   | 1 – 2     | Туреччина          | Відбір до ЧС 2002           | -    |          |
| 02/06/2001 | Стамбул                  | Туреччина            | 3 – 0     | Азербайджан        | Відбір до ЧС 2002           | -    |          |
| 15/08/2001 | Осло                     | Норвегія             | 1 – 1     | Туреччина          | товариський матч            | -    |          |
| 05/09/2001 | Стамбул                  | Туреччина            | 1 – 2     | Швеція             | Відбір до ЧС 2002           | -    |          |
| 06/10/2001 | Кишинів                  | Молдова              | 0 – 3     | Туреччина          | Відбір до ЧС 2002           | -    |          |
| 10/11/2001 | Відень                   | Австрія              | 0 – 1     | Туреччина          | Відбір до ЧС 2002           | -    |          |
| 12/02/2002 | Бреда                    | Туреччина            | 0 – 1     | Еквадор            | товариський матч            | -    |          |
| 26/03/2002 | Бохум                    | Південна Корея       | 0 – 0     | Туреччина          | товариський матч            | -    |          |
| 17/04/2002 | Керкраде                 | Туреччина            | 2 – 0     | Чилі               | товариський матч            | -    |          |
| 23/05/2002 | Гонконг                  | ПАР                  | 2 – 0     | Туреччина          | товариський матч            | -    |          |
| 09/06/2002 | Інчхон                   | Туреччина            | 1 – 1     | Коста-Рика         | ЧС 2002 - 1-й етап          | -    |          |
| 18/06/2002 | Повіт Міяґі              | Японія               | 0 – 1     | Туреччина          | ЧС 2002 - 1/8 фіналу di f.  | -    |          |
| 22/06/2002 | Осака                    | Сенегал              | 0 – 1     | Туреччина          | ЧС 2002 - чвертьфінал di f. | -    |          |
| 26/06/2002 | Сайтама                  | Бразилія             | 1 – 0     | Туреччина          | ЧС 2002 - півфінал          | -    |          |
| 29/06/2002 | Тегу                     | Південна Корея       | 2 – 3     | Туреччина          | ЧС 2002 - Фінал 3º p.       | -    |          |
| 12/10/2002 | Скоп'є                   | Північна Македонія   | 1 – 2     | Туреччина          | Відбір до ЧЄ 2004           | -    |          |
| 16/10/2002 | Стамбул                  | Туреччина            | 5 – 0     | Ліхтенштейн        | Відбір до ЧЄ 2004           | -    |          |
| 20/11/2002 | Пескара                  | Італія               | 1 – 1     | Туреччина          | товариський матч            | -    |          |
| 12/02/2003 | Ізмір                    | Туреччина            | 0 – 0     | Україна            | товариський матч            | -    |          |
| 02/04/2003 | Сандерленд               | Англія               | 2 – 0     | Туреччина          | Відбір до ЧЄ 2004           | -    |          |
| 30/04/2003 | Тепліце                  | Чехія                | 4 – 0     | Туреччина          | товариський матч            | -    |          |
| 07/06/2003 | Братислава               | Словаччина           | 0 – 1     | Туреччина          | Відбір до ЧЄ 2004           | -    |          |
| 11/06/2003 | Стамбул                  | Туреччина            | 3 – 2     | Північна Македонія | Відбір до ЧЄ 2004           | -    |          |
| 19/06/2003 | Сент-Етьєн               | Туреччина            | 2 – 1     | США                | Кубок Конфедерацій          | -    |          |
| 21/06/2003 | Сен-Дені (Сена-Сен-Дені) | Камерун              | 1 – 0     | Туреччина          | Кубок Конфедерацій          | -    |          |
| 23/06/2003 | Сент-Етьєн               | Бразилія             | 2 – 2     | Туреччина          | Кубок Конфедерацій          | -    |          |
| 26/06/2003 | Сен-Дені (Сена-Сен-Дені) | Франція              | 3 – 2     | Туреччина          | Кубок Конфедерацій          | -    |          |
| 28/06/2003 | Сент-Етьєн               | Колумбія             | 1 – 2     | Туреччина          | Кубок Конфедерацій          | -    |          |
| 20/08/2003 | Анкара                   | Туреччина            | 2 – 0     | Молдова            | товариський матч            | -    |          |
| 06/09/2003 | Вадуц                    | Ліхтенштейн          | 0 – 3     | Туреччина          | Відбір до ЧЄ 2004           | -    |          |
| 09/09/2003 | Дублін                   | Ірландія             | 2 – 2     | Туреччина          | товариський матч            | -    |          |
| 11/10/2003 | Стамбул                  | Туреччина            | 0 – 0     | Англія             | Відбір до ЧЄ 2004           | -    |          |
| 15/11/2003 | Рига                     | Латвія               | 1 – 0     | Туреччина          | Відбір до ЧЄ 2004           | -    |          |
| 08/10/2005 | Стамбул                  | Туреччина            | 2 – 1     | Німеччина          | товариський матч            | -    |          |
| 12/11/2005 | Берн                     | Швейцарія            | 2 – 0     | Туреччина          | Відбір до ЧС 2006           | -    |          |
| 16/11/2005 | Стамбул                  | Туреччина            | 4 – 2     | Швейцарія          | Відбір до ЧС 2006           | -    |          |
| 06/09/2006 | Франкфурт-на-Майні       | Туреччина            | 2 – 0     | Мальта             | Відбір до ЧЄ 2008           | -    |          |
| Усього     |                          | Матчів               | 49        |                    | Голів                       | 0    |          |

## Титули і досягнення
- Переможець Середземноморських ігор: 1993
- Чемпіон Туреччини (6):

«Галатасарай»: 1996-1997, 1997-1998, 1998-1999, 1999-2000, 2001-2002, 2005-2006
- Володар Кубка Туреччини (4):

«Галатасарай»: 1995-1996, 1998-1999, 1999-2000, 2004-2005
- Володар Суперкубка Туреччини (2):

«Галатасарай»: 1996, 1997
- Володар Кубка УЄФА (1):

«Галатасарай»: 1999-2000
- Володар Суперкубка УЄФА (1):

«Галатасарай»: 2000
- Бронзовий призер чемпіонату світу: 2002